# Fuente de las Galeras

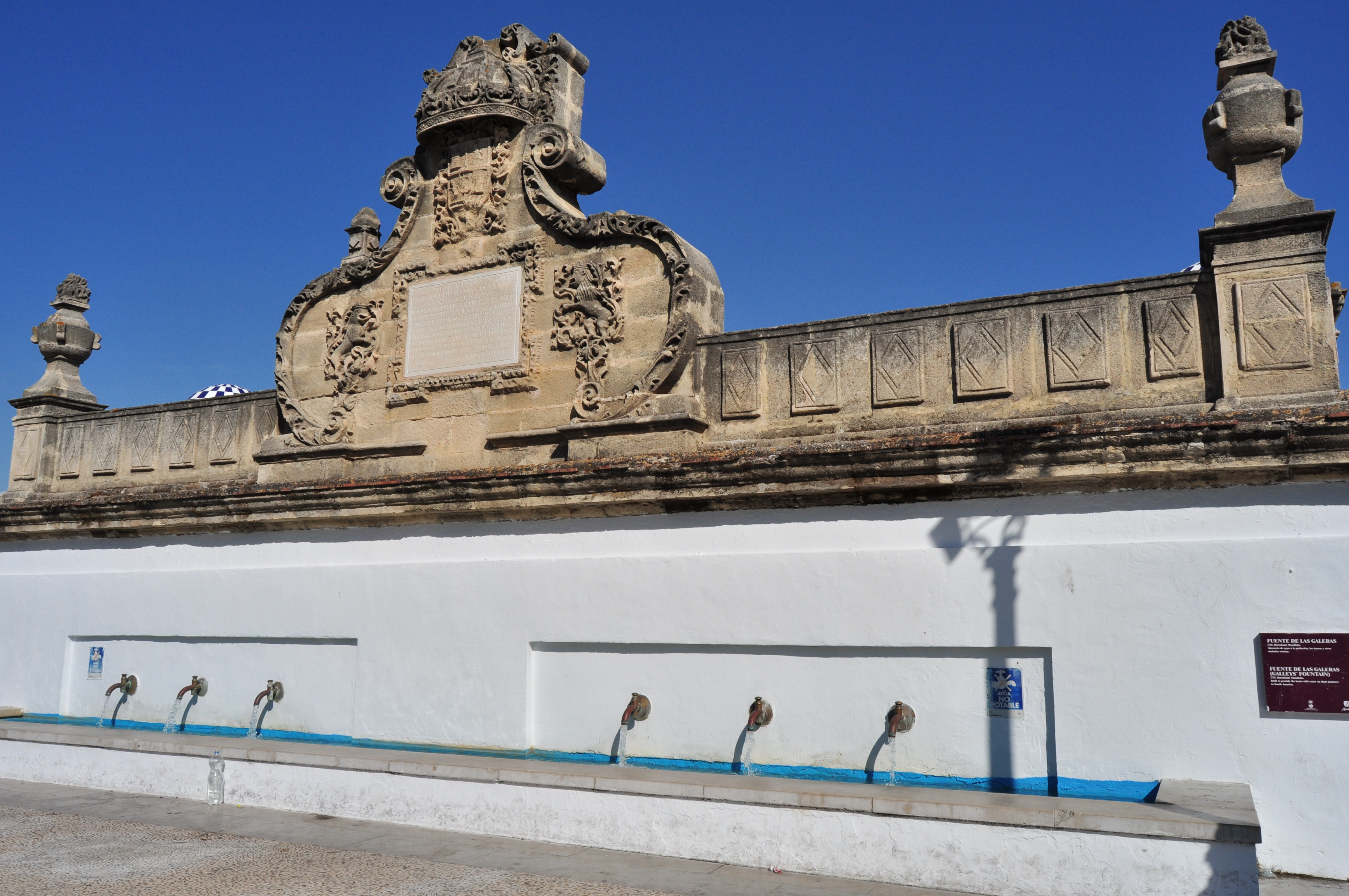
La Fuente de las Galeras en El Puerto de Santa María.

En El Puerto de Santa María, ciudad andaluza del suroeste de España, invernaban las Galeras Reales desde el siglo XVI. En 1735 se construyó esta fuente con el fin de proveer de agua a la flota y de hermosear la ciudad, que había pasado a la Corona en 1729. Fue diseñada por el maestro mayor Bartolomé Mendiola como destino final de un kilométrico acueducto subterráneo que procedía de los manantiales de Sidueña, en la sierra de San Cristóbal. Se ubica junto al río Guadalete, en la plaza de las Galeras, uno de los puntos centrales para el turismo en esta localidad gaditana.